# Carlos Arturo Orfeo
Carlos Arturo Orfeo (Río Segundo, Córdoba, Argentina; 21 de abril de 1914 - Buenos Aires, Argentina; ¿?) fue un popular periodista, poeta, escritor y locutor argentino de amplia trayectoria radial.

## Carrera
Hijo de un matrimonio conformado por Pascual Orfeo y María Isabel Machado. Fue redactor creativo en Pro-Publicidad y en Publicidad Exitus S.R.L. (1960- 67) y jefe de producción artística en LR1 Radio el Mundo (1950-56).
Una de las voces más populares de Radio El Mundo en la década del cuarenta fue la de Carlos Arturo Orfeo. Escribía y decía micros, con cálidos y reposados mensajes poéticos que entonaba con voz tan fervorosa como emotiva. Alcanzó trscendencia en el ciclo La marcha de los siglos, nacida al calor de la Segunda Guerra Mundial, proyectándose en principio para ser irradiada durante tres meses pero la prosa poética del Orfeo hizo que se prolongara los seis años que duró la contienda internacional. Con el tiempo ocupó cargos de dirección en esta emisora. 
Luego de la muerte de Carlos Gardel, Orfeo escribió un poema en su homenaje titulado Responso a Gardel, que fue declamado en su momento por la primera actriz Carmen Valdez.
En 1938 se desempeñó como comentarista de L V 3, Radio Córdoba, emisora que lo contó con carácter de exclusividad. En algunas de las transmisiones en radio era acompañado por otros destacados locutores del país como Pascual Menutti.
También hizo carrera radiofónica en LR4 Splendid, y Radio Belgrano donde expuso sus exitosas novelas.
En 1967 obtuvo los recientes premios municipales de la ciudad de Buenos Aires para obras de imaginación en prosa.
En televisión fue animador de varios ciclos culturales y director artístico y asesor literario del viejo Canal 7 desde 1967.

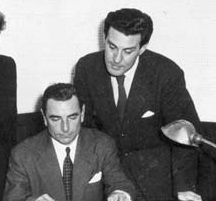
Michel Borovsky (el atleta del logotipo de Lumiton) y Carlos Orfeo en las oficinas de Radio El Mundo en 1952.

Compuso el tema Canto para una sombra junto a Efraín Orozco.
Escritor de innumerables libros y poemas, fue en los medios gráficos, redactor de los diarios La Voz del Interior y Córdoba. Ya en Buenos Aires, fue corresponsal de la primitiva Caras y Caretas.
Grabó un disco con el sello Music Hall 78rpm   Poema A La Libertad.
Su sobrino, Silvio Augusto Miller, fue también uno de los locutores de Radio El Mundo. Recordado por su extraordinaria voz, fue uno de los relatores de Los Pérez García y Radio Cine Lux. 
En 1975 se publicó una obra en su homenaje titulada Orfeo, su pluma y su palabra.
Estuvo casado con Elvira Gómez con quien tuvo a su único hijo, Carlos Arturo Jr.

## Radio
- 1949: Las Andanzas.
- 1952: La voz de Firestone.
- 1964: Argentina Cultural.
- 1978: La vuelta al mundo, junto a Oscar Gañete Blasco y Adolfo Jasca.

## Televisión
- 1956: Miércoles Aquí los locutores, por Canal 13.
- 1960: Aquí Armenonville, por Canal 9.
- 1961: El 9 de oro, junto con Liz Weber.
- 1977: El pensamiento activo de los argentinos, emitido por Canal 7.

## Libros y Poemas
- 1940: Revelaciones y adivinanzas de la senda (Poesías y Crisálidas).
- 1941: La marcha de los siglos (Tomo 1).
- 1942: La marcha de los siglos (Tomo 2).
- 1942: La marcha de los siglos (Tomo 3).
- 1943: La marcha de los siglos.
- 1944: Puerta de Sol (El evangelio del amor moderno- Opúsculo).
- 1946: En el silencio de la noche, una proto-antología con composiciones de varios de sus libros inéditos.
- 1947: Elegía Fraterna.
- 1950: Elegía Paterna.
- 1958: El ángel nocturno ( que incluía los poemas El ángel nocturno, El amante, Al resplandor del hogar, Cantos elegiados, Tangolatria y El ciudadano y su civismo).
- 1960: Consagración de las onda.
- 1966: Concierto para gotas de lluvia.
- Su pluma y su palabra.
- 1967: Los cascabeles del bufón, obra premiada por la Municipalidad de Buenos Aires.
- 1969: Canto gris: poesías.
- Oh niño de Grecia, famélico y triste
- 1974: Sursum Córdoba
- 1974: Elegía a Herminia Brumana.
- 1980: Mi hombrecito lucero de la tarde .
- 1980: Rosa Suburbia (Tomo 1 y 2).[5]